# Elecciones municipales de Lima de 2006
Las elecciones municipales de Lima de 2006 se llevaron a cabo el 19 de noviembre de 2006 para elegir al Alcalde Metropolitano y al Concejo Metropolitano de Lima para el periodo 2007-2010. La elección se celebró simultáneamente con elecciones regionales y municipales (provinciales y distritales) en todo el país.
Luis Castañeda Lossio obtuvo el primer lugar, siendo así reelecto para desempeñar el cargo de alcalde de Lima Metropolitana.

## Sistema electoral
La Municipalidad Metropolitana de Lima es el órgano administrativo y de gobierno de la provincia de Lima. Está compuesta por el Alcalde Metropolitano, el Concejo Provincial y la Asamblea Metropolitana. Es la única municipalidad no adscrita a algún gobierno regional, ya que la provincia de Lima posee un régimen especial en su condición de capital de la República.
La votación del alcalde y el concejo se realiza con base en el sufragio universal, que comprende a todos los ciudadanos nacionales mayores de dieciocho años, empadronados y residentes en la provincia de Lima y en pleno goce de sus derechos políticos, así como a los ciudadanos no nacionales residentes y empadronados en la provincia de Lima.
El Concejo Metropolitano de Lima está compuesto por 39 regidores elegidos por sufragio directo para un período de cuatro (4) años, en forma conjunta con la elección del Alcalde Metropolitano (quien lo preside). La votación es por lista cerrada y bloqueada. Se asigna a la lista ganadora los escaños según el método d'Hondt o la mitad más uno, lo que más le favorezca.

## Composición del Concejo Metropolitano de Lima
La siguiente tabla muestra la composición del Concejo Metropolitano de Lima antes de las elecciones.
| Partidos | Partidos                                                          | Regidores |
| -------- | ----------------------------------------------------------------- | --------- |
|          | Unidad Nacional                                                   | 21        |
|          | Somos Perú                                                        | 11        |
|          | Lista Independiente N° 1 Movimiento Independiente Diálogo Vecinal | 5         |
|          | Perú Posible                                                      | 2         |

## Partidos y candidatos
A continuación se muestra una lista de los principales partidos y alianzas electorales que participaron en las elecciones:
| Candidatura | Candidatura | Partidos y alianzas                                                                        | Candidatos | Candidatos                     | Ideología                                                        | Resultado previo | Resultado previo | Ref. |
| Candidatura | Candidatura | Partidos y alianzas                                                                        | Candidatos | Candidatos                     | Ideología                                                        | Votos (%)        | Reg.             | Ref. |
| ----------- | ----------- | ------------------------------------------------------------------------------------------ | ---------- | ------------------------------ | ---------------------------------------------------------------- | ---------------- | ---------------- | ---- |
|             | UN          | Lista - Unidad Nacional (UN) – Partido Popular Cristiano (PPC) – Solidaridad Nacional (SN) |            | Luis Castañeda Lossio          | Democracia cristiana Conservadurismo Neoliberalismo              | 39.89%           | 21               |      |
|             | SP          | Lista - Somos Perú (SP)                                                                    |            | Gino Costa Santolalla          | Democracia cristiana Conservadurismo social                      | 29.87%           | 11               |      |
|             | Sí Cumple   | Lista - Agrupación Independiente Sí Cumple (Sí Cumple)                                     |            | Carmen Lozada Rendón de Gamboa | Fujimorismo Populismo de derecha                                 | 1.76%            | 0                |      |
|             | UPP         | Lista - Unión por el Perú (UPP)                                                            |            | Martina Portocarrero Ramos     | Socialdemocracia Nacionalismo de izquierda                       | 1.52%            | 0                |      |
|             | RA          | Lista - Renacimiento Andino (RA)                                                           |            | Wilson Aragón Ponce            | Indigenismo Plurinacionalismo Socialdemocracia                   | 1.10%            | 0                |      |
|             | APRA        | Lista - Partido Aprista Peruano (APRA)                                                     |            | Benedicto Jiménez Bacca        | Aprismo                                                          | Nuevo            | Nuevo            |      |
|             | AP          | Lista - Acción Popular (AP)                                                                |            | Gustavo Massa Gálvez           | Humanismo Nacionalismo cívico Reformismo                         | Nuevo            | Nuevo            |      |
|             | Frepap      | Lista - Frente Popular Agrícola del Perú (Frepap)                                          |            | Teobaldo Aguilar Córdova       | Israelismo Fundamentalismo cristiano Populismo                   | Nuevo            | Nuevo            |      |
|             | RN          | Lista - Restauración Nacional (RN)                                                         |            | Humberto Lay Sun               | Liberalismo económico Conservadurismo social Humanismo cristiano | Nuevo            | Nuevo            |      |
|             | AvP         | Lista - Avanza País - Partido de Integración Social (AvP)                                  |            | Esther García Herbozo          | Socialdemocracia Etnocacerismo                                   | Nuevo            | Nuevo            |      |
|             | PNP         | Lista - Partido Nacionalista Peruano (PNP)                                                 |            | Gonzalo García Núñez           | Socialismo democrático Nacionalismo de izquierda                 | Nuevo            | Nuevo            |      |
|             | IND         | Lista - Lista Independiente N° 1 Organización Política Local Provincial Diálogo Vecinal    |            | Jorge Miranda García           | Localismo limeño                                                 | Nuevo            | Nuevo            |      |

## Debates
| Detalles                | Detalles                                           | Detalles                            | Detalles                | Detalles            | Participantes P Presente A Ausente NI No invitado | Participantes P Presente A Ausente NI No invitado | Participantes P Presente A Ausente NI No invitado | Participantes P Presente A Ausente NI No invitado | Participantes P Presente A Ausente NI No invitado | Participantes P Presente A Ausente NI No invitado | Participantes P Presente A Ausente NI No invitado | Participantes P Presente A Ausente NI No invitado | Participantes P Presente A Ausente NI No invitado | Participantes P Presente A Ausente NI No invitado | Participantes P Presente A Ausente NI No invitado | Participantes P Presente A Ausente NI No invitado |
| Fecha                   | Organizador                                        | Sede                                | Lugar                   | Moderador/a         | Luis Castañeda                                    | Humberto Lay                                      | Benedicto Jiménez                                 | Gino Costa                                        | Martina Portocarrero                              | Gonzalo García                                    | Carmen Lozada                                     | Gustavo Massa                                     | Esther García                                     | Teobaldo Aguilar                                  | Jorge Miranda                                     | Wilson Aragón                                     |
| ----------------------- | -------------------------------------------------- | ----------------------------------- | ----------------------- | ------------------- | ------------------------------------------------- | ------------------------------------------------- | ------------------------------------------------- | ------------------------------------------------- | ------------------------------------------------- | ------------------------------------------------- | ------------------------------------------------- | ------------------------------------------------- | ------------------------------------------------- | ------------------------------------------------- | ------------------------------------------------- | ------------------------------------------------- |
| 5 de noviembre de 2006  | Asociación Civil Transparencia                     | Biblioteca Nacional                 | San Borja, Lima         | Rosa María Palacios | A                                                 | P                                                 | P                                                 | P                                                 | P                                                 | P                                                 | P                                                 | P                                                 | P                                                 | P                                                 | A                                                 | P                                                 |
| 13 de noviembre de 2006 | Asociación Civil Transparencia Universidad de Lima | Auditorio de la Universidad de Lima | Santiago de Surco, Lima | José María Salcedo  | P                                                 | A                                                 | P                                                 | P                                                 | P                                                 | P                                                 | P                                                 | P                                                 | P                                                 | P                                                 | P                                                 | P                                                 |

## Sondeos de opinión
Las siguientes tablas enumeran las estimaciones de la intención de voto en orden cronológico inverso, mostrando las más recientes primero y utilizando las fechas en las que se realizó el trabajo de campo de la encuesta. Cuando se desconocen las fechas del trabajo de campo, se proporciona la fecha de publicación.
Leyenda:
     Sondeo realizado en el periodo de prohibición legal de la difusión de sondeos de intención de voto.

### Intención de voto
La siguiente tabla enumera las estimaciones ponderadas (sin incluir votos en blanco y nulos) de la intención de voto.
| Encuestadora/Medio                  | Fecha          | Muestra | Luis Castañeda | Humberto Lay | Benedicto Jiménez | Gino Costa | Martina Portocar. | Gonzalo García | Carmen Lozada | Dif. |  |  |  |  |
| ----------------------------------- | -------------- | ------- | -------------- | ------------ | ----------------- | ---------- | ----------------- | -------------- | ------------- | ---- |  |  |  |  |
| Encuestadora/Medio                  | Fecha          | Muestra |                |              |                   |            |                   |                |               |      |  |  |  |  |
| Elecciones municipales de 2006      | 17 nov 2006    | —       | 47.8           | 14.8         | 12.0              | 8.5        | 4.6               | 4.3            | 4.0           | 35.0 |  |  |  |  |
|                                     |                |         |                |              |                   |            |                   |                |               |      |  |  |  |  |
| Apoyo Opinión y Mercado/América     | 17 nov 2006    | ?       | 47.8           | 14.7         | 12.1              | 8.4        | 4.7               | 4.2            | 4.0           | 35.1 |  |  |  |  |
| Apoyo Opinión y Mercado/América     | 17 nov 2006    | ?       | 50.7           | 12.4         | 12.7              | 8.8        | 3.5               | 3.4            | 4.2           | 38.0 |  |  |  |  |
| Apoyo Opinión y Mercado/El Comercio | 8–9 nov 2006   | 890     | 44             | 13           | 14                | 9          | 6                 | 3              | 5             | 30   |  |  |  |  |
| IOP/PUCP                            | 3–5 nov 2006   | 565     | 74             | 15           | 6                 | 2          | –                 | 2              | –             | 59   |  |  |  |  |
| IOP/PUCP                            | 20–22 oct 2006 | 613     | 70.7           | 14.1         | 5.8               | 3.8        | 0.5               | 1.6            | 2.3           | 56.6 |  |  |  |  |
| Apoyo Opinión y Mercado/El Comercio | 11–13 oct 2006 | 506     | 73             | 10           | 5                 | 3          | –                 | 2              | 4             | 63   |  |  |  |  |
| IOP/PUCP                            | 22–24 sep 2006 | 606     | 76.4           | 12.0         | 4.8               | 2.0        | 1.6               | 1.0            | 1.1           | 64.4 |  |  |  |  |
| Apoyo Opinión y Mercado/El Comercio | 13–15 sep 2006 | 504     | 70             | 13           | 7                 | 3          | –                 | 2              | 5             | 57   |  |  |  |  |
| Apoyo Opinión y Mercado             | 1–3 sep 2006   | ?       | 72             | 12           | 8                 | 3          | –                 | 2              | 3             | 60   |  |  |  |  |

### Preferencias de voto
La siguiente tabla enumera las preferencias de voto en bruto (incluyendo blancos, viciados y sin respuesta) y no ponderadas.
| Encuestadora/Medio                  | Fecha          | Muestra | Luis Castañeda | Humberto Lay | Benedicto Jiménez | Gino Costa | Martina Portocar. | Gonzalo García | Carmen Lozada | B/V  | NS/NO | Dif. |  |  |  |  |
| ----------------------------------- | -------------- | ------- | -------------- | ------------ | ----------------- | ---------- | ----------------- | -------------- | ------------- | ---- | ----- | ---- |  |  |  |  |
| Encuestadora/Medio                  | Fecha          | Muestra |                |              |                   |            |                   |                |               |      |       |      |  |  |  |  |
| Elecciones municipales de 2006      | 17 nov 2006    | —       | 42.5           | 13.1         | 10.6              | 7.5        | 4.1               | 3.8            | 3.6           | 11.1 | –     | 29.4 |  |  |  |  |
|                                     |                |         |                |              |                   |            |                   |                |               |      |       |      |  |  |  |  |
| IOP/PUCP                            | 3–5 nov 2006   | 565     | 65             | 13           | 5                 | 2          | –                 | 1              | –             | 6    | 6     | 52   |  |  |  |  |
| IOP/PUCP                            | 20–22 oct 2006 | 613     | 62.2           | 12.4         | 5.1               | 3.4        | 0.4               | 1.4            | 2.0           | 5.6  | 6.3   | 49.8 |  |  |  |  |
| Apoyo Opinión y Mercado/El Comercio | 11–13 oct 2006 | 506     | 61             | 8            | 5                 | 2          | –                 | 3              | 2             | 8    | 8     | 53   |  |  |  |  |
| IOP/PUCP                            | 22–24 sep 2006 | 606     | 66.1           | 10.4         | 4.2               | 1.7        | 1.4               | 0.9            | 0.9           | 5.4  | 8.0   | 55.7 |  |  |  |  |
| Apoyo Opinión y Mercado/El Comercio | 13–15 sep 2006 | 504     | 61             | 11           | 6                 | 3          | –                 | 2              | 4             | 5    | 7     | 50   |  |  |  |  |
| Apoyo Opinión y Mercado             | 1–3 sep 2006   | ?       | 66             | 11           | 7                 | 3          | –                 | 2              | 3             | 2    | 5     | 55   |  |  |  |  |

## Resultados

### Sumario general

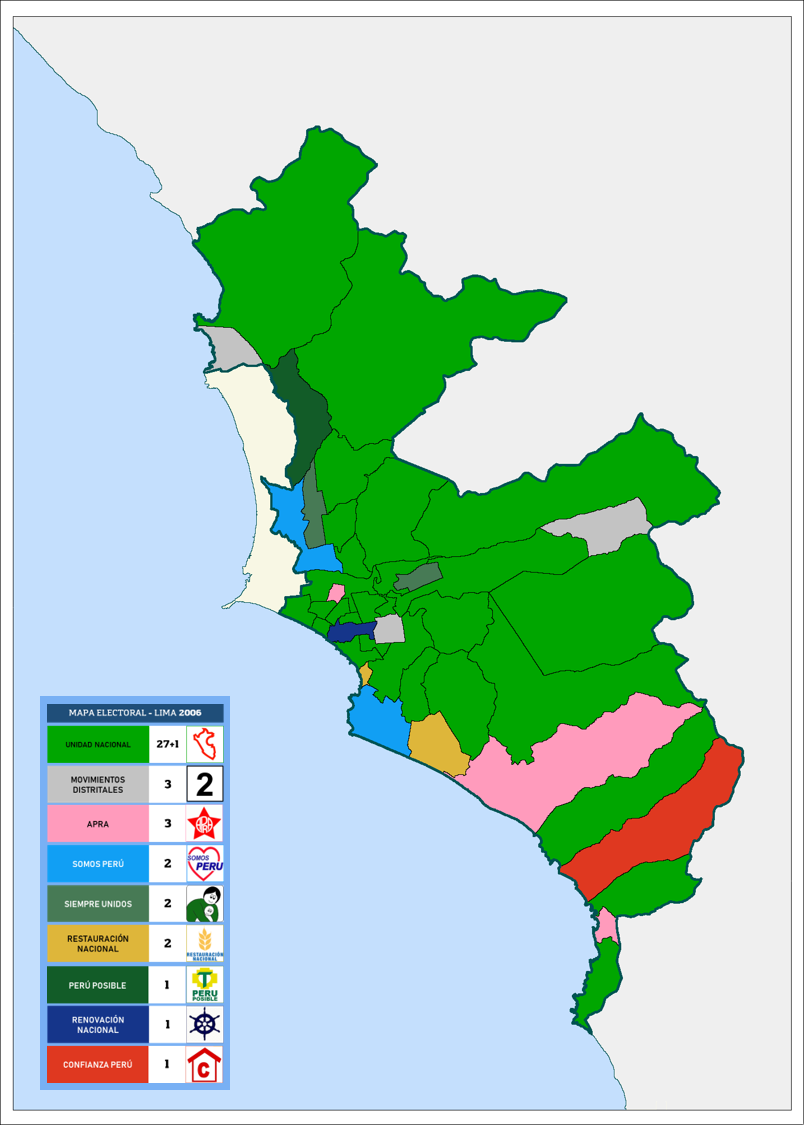
Elecciones municipales distritales de Lima de 2006.

| |                                                                                 |              |              |              |           |           |  |  |
| Partidos y coaliciones | Partidos y coaliciones                                                          | Voto popular | Voto popular | Voto popular | Regidores | Regidores |  |  |
| Partidos y coaliciones | Partidos y coaliciones                                                          | Votos        | %            | ±pp          | Total     | +/−       |  |  |
| | Unidad Nacional (PPC–SN)                                                        | 1,960,588    | 47.83        | +7.94        | 21        | ±0        |  |  |
| | Restauración Nacional (RN)                                                      | 607,946      | 14.83        | Nuevo        | 6         | +6        |  |  |
| | Partido Aprista Peruano (APRA)                                                  | 490,981      | 11.98        | n/a          | 5         | +5        |  |  |
| | Somos Perú (SP)                                                                 | 346,726      | 8.46         | –21.41       | 3         | –8        |  |  |
| | Unión por el Perú (UPP)1                                                        | 189,862      | 4.63         | +3.11        | 2         | +2        |  |  |
| | Partido Nacionalista Peruano (PNP)                                              | 174,752      | 4.26         | Nuevo        | 1         | +1        |  |  |
| | Agrupación Independiente Sí Cumple (Sí Cumple)2                                 | 163,956      | 4.00         | +2.24        | 1         | +1        |  |  |
| | Acción Popular (AP)                                                             | 57,747       | 1.41         | n/a          | 0         | ±0        |  |  |
| | Avanza País (AvP)                                                               | 42,511       | 1.04         | Nuevo        | 0         | ±0        |  |  |
| | Frente Popular Agrícola del Perú (Frepap)                                       | 38,435       | 0.94         | n/a          | 0         | ±0        |  |  |
| | Lista Independiente N° 1 Organización Política Local Provincial Diálogo Vecinal | 16,178       | 0.40         | n/a          | 0         | ±0        |  |  |
| | Renacimiento Andino (RA)                                                        | 9,616        | 0.24         | –0.86        | 0         | ±0        |  |  |
| |                                                                                 |              |              |              |           |           |  |  |
| Total | Total                                                                           | 4,099,298    |              |              | 39        | ±0        |  |  |
| |                                                                                 |              |              |              |           |           |  |  |
| Votos válidos | Votos válidos                                                                   | 4,099,298    | 88.91        | +1.50        |           |           |  |  |
| Votos en blanco | Votos en blanco                                                                 | 198,937      | 4.32         | –2.38        |           |           |  |  |
| Votos nulos | Votos nulos                                                                     | 312,627      | 6.78         | +0.89        |           |           |  |  |
| Votos emitidos | Votos emitidos                                                                  | 4,610,862    | 88.02        | +2.51        |           |           |  |  |
| Abstenciones | Abstenciones                                                                    | 627,345      | 11.98        | –2.51        |           |           |  |  |
| Votantes registrados | Votantes registrados                                                            | 5,238,207    |              |              |           |           |  |  |
| |                                                                                 |              |              |              |           |           |  |  |
| Fuente: |                                                                                 |              |              |              |           |           |  |  |
| Notas al pie: 1 Comparado con los resultados de Agrupación Independiente Unión por el Perú - Frente Amplio (UPP) en las elecciones de 2002. 2 Comparado con los resultados de Vamos Vecino (VV) en las elecciones de 2002. |                                                                                 |              |              |              |           |           |  |  |
| Notas al pie: |                                                                                 |              |              |              |           |           |  |  |
| 1 Comparado con los resultados de Agrupación Independiente Unión por el Perú - Frente Amplio (UPP) en las elecciones de 2002. 2 Comparado con los resultados de Vamos Vecino (VV) en las elecciones de 2002.               |                                                                                 |              |              |              |           |           |  |  |

### Concejo Metropolitano de Lima
| Cargo                          | Autoridad electa                 | Partido político | Partido político             |
| ------------------------------ | -------------------------------- | ---------------- | ---------------------------- |
| Alcalde Metropolitano de Lima  | Luis Castañeda Lossio            |                  | Unidad Nacional              |
| Regidor Metropolitano de Lima  | Marco Parra Sánchez              |                  | Unidad Nacional              |
| Regidora Metropolitana de Lima | Norma Yarrow Lumbreras           |                  | Unidad Nacional              |
| Regidora Metropolitana de Lima | Daniella Velazco Revoredo        |                  | Unidad Nacional              |
| Regidor Metropolitano de Lima  | Freddy Davelouis Tassara         |                  | Unidad Nacional              |
| Regidor Metropolitano de Lima  | José Tisoc Lindley               |                  | Unidad Nacional              |
| Regidor Metropolitano de Lima  | Luis Enrique Tord Romero         |                  | Unidad Nacional              |
| Regidora Metropolitana de Lima | Marcia Montero Lara              |                  | Unidad Nacional              |
| Regidor Metropolitano de Lima  | Juan Carlos Zurek Pardo-Figueroa |                  | Unidad Nacional              |
| Regidora Metropolitana de Lima | Roxana Rocha Gallegos            |                  | Unidad Nacional              |
| Regidor Metropolitano de Lima  | Armando García Campos            |                  | Unidad Nacional              |
| Regidor Metropolitano de Lima  | Ángel Delgado Silva              |                  | Unidad Nacional              |
| Regidor Metropolitano de Lima  | Rafael López-Aliaga Cazorla      |                  | Unidad Nacional              |
| Regidor Metropolitano de Lima  | Lincoln Okuma Maruy              |                  | Unidad Nacional              |
| Regidor Metropolitano de Lima  | Efraín Aguilar Pardavé           |                  | Unidad Nacional              |
| Regidor Metropolitano de Lima  | José Arce Pomahualy              |                  | Unidad Nacional              |
| Regidor Metropolitano de Lima  | Ricardo Palma Michelsen          |                  | Unidad Nacional              |
| Regidora Metropolitana de Lima | Ritha Moscoso Montoya de Pinasco |                  | Unidad Nacional              |
| Regidor Metropolitano de Lima  | Senovio López Acosta             |                  | Unidad Nacional              |
| Regidora Metropolitana de Lima | Rosario Guizado Salinas          |                  | Unidad Nacional              |
| Regidora Metropolitana de Lima | Cristina Samanéz Gonzáles-Vigil  |                  | Unidad Nacional              |
| Regidora Metropolitana de Lima | Ahura Rocha Salazar de Trujillo  |                  | Unidad Nacional              |
| Regidor Metropolitano de Lima  | Marcos Morón Novaro              |                  | Restauración Nacional        |
| Regidor Metropolitano de Lima  | José Collantes Díaz              |                  | Restauración Nacional        |
| Regidor Metropolitano de Lima  | Jorge Márquez Chahu              |                  | Restauración Nacional        |
| Regidor Metropolitano de Lima  | Eduardo Yaipén Morales           |                  | Restauración Nacional        |
| Regidor Metropolitano de Lima  | Euding Maeshiro Nomura           |                  | Restauración Nacional        |
| Regidor Metropolitano de Lima  | Diego Uceda Guerra-García        |                  | Restauración Nacional        |
| Regidor Metropolitano de Lima  | Carlos Calderón Carvajal         |                  | Partido Aprista Peruano      |
| Regidor Metropolitano de Lima  | Luis Jiménez Borra               |                  | Partido Aprista Peruano      |
| Regidor Metropolitano de Lima  | Luis Llanos Cabanillas           |                  | Partido Aprista Peruano      |
| Regidora Metropolitana de Lima | Ana Oshiro Oshiro                |                  | Partido Aprista Peruano      |
| Regidor Metropolitano de Lima  | Mayta Alatrista Herrera          |                  | Partido Aprista Peruano      |
| Regidor Metropolitano de Lima  | Rafael García Melgar             |                  | Somos Perú                   |
| Regidor Metropolitano de Lima  | Germán Aparicio Lembcke          |                  | Somos Perú                   |
| Regidor Metropolitano de Lima  | Guillermo Valdivieso Méndez      |                  | Somos Perú                   |
| Regidor Metropolitano de Lima  | Juan Olazábal Segovia            |                  | Unión por el Perú            |
| Regidor Metropolitano de Lima  | Marco Gaviño Aguilar             |                  | Unión por el Perú            |
| Regidora Metropolitana de Lima | Marisa Glave Remy                |                  | Partido Nacionalista Peruano |
| Regidor Metropolitano de Lima  | Walter Chacón Málaga             |                  | Sí Cumple                    |

## Elecciones municipales distritales

### Sumario general
| | Unidad Nacional (PPC–SN)                                                        | 1,092,921 | 28.50 |       | 27 | +12 |  |  |
| | Somos Perú (SP)                                                                 | 605,417   | 15.79 |       | 2  | –15 |  |  |
| | Partido Aprista Peruano (APRA)                                                  | 460,181   | 12.00 |       | 3  | +1  |  |  |
| | Restauración Nacional (RN)                                                      | 351,394   | 9.16  | Nuevo | 2  | +2  |  |  |
| | Siempre Unidos (SU)                                                             | 237,077   | 6.18  |       | 2  | +1  |  |  |
| | Agrupación Independiente Sí Cumple (Sí Cumple)1                                 | 207,434   | 5.41  |       | 0  | ±0  |  |  |
| | Partido Nacionalista Peruano (PNP)                                              | 157,017   | 4.09  | Nuevo | 0  | ±0  |  |  |
| | Unión por el Perú (UPP)2                                                        | 152,262   | 3.97  | Nuevo | 0  | ±0  |  |  |
| | Confianza Perú (Confianza Perú–FD–PA)3                                          | 59,447    | 1.55  |       | 1  | +1  |  |  |
| | Avanza País (AvP)                                                               | 59,104    | 1.54  | Nuevo | 0  | ±0  |  |  |
| | Acción Popular (AP)                                                             | 51,409    | 1.34  |       | 0  | –1  |  |  |
| | Renovación Nacional (Renovación)                                                | 41,389    | 1.08  | Nuevo | 1  | +1  |  |  |
| | Perú Posible (PP)                                                               | 38,228    | 1.00  |       | 1  | ±0  |  |  |
| | Lista Independiente N° 3 Democracia con Valores                                 | 35,926    | 0.94  | n/a   | 1  | +1  |  |  |
| | Frente Popular Agrícola del Perú (Frepap)                                       | 27,446    | 0.72  |       | 0  | ±0  |  |  |
| | Lista Independiente N° 1 Organización Política Local Provincial Diálogo Vecinal | 24,492    | 0.64  | n/a   | 0  | ±0  |  |  |
| | Alianza para el Progreso (APP)                                                  | 24,468    | 0.64  | Nuevo | 0  | ±0  |  |  |
| | Partido por la Democracia Social - Compromiso Perú (PDS)                        | 18,454    | 0.48  | Nuevo | 0  | ±0  |  |  |
| | Resurgimiento Peruano (RP)                                                      | 16,528    | 0.43  | Nuevo | 0  | ±0  |  |  |
| | Partido Socialista (PS)                                                         | 5,452     | 0.14  | Nuevo | 0  | ±0  |  |  |
| | Fuerza Nacional (FN)                                                            | 4,381     | 0.11  | Nuevo | 0  | ±0  |  |  |
| | Progresemos Perú (Progresemos)                                                  | 3,669     | 0.10  | Nuevo | 0  | ±0  |  |  |
| | Coordinadora Nacional de Independientes (CNI)                                   | 2,895     | 0.08  | Nuevo | 0  | ±0  |  |  |
| | Encuentro con Miraflores (PS–PDS)                                               | 2,390     | 0.06  | Nuevo | 0  | ±0  |  |  |
| | Renacimiento Andino (RA)                                                        | 755       | 0.02  |       | 0  | ±0  |  |  |
| | Reconstrucción Democrática (RD)                                                 | 472       | 0.01  |       | 0  | ±0  |  |  |
| | Listas independientes distritales                                               | 154,554   | 4.03  | n/a   | 2  |     |  |  |
| |                                                                                 |           |       |       |    |     |  |  |
| Total | Total                                                                           | 3,835,162 |       |       | 42 | ±0  |  |  |
| |                                                                                 |           |       |       |    |     |  |  |
| Votos válidos | Votos válidos                                                                   | 3,835,162 | 87.93 |       |    |     |  |  |
| Votos en blanco | Votos en blanco                                                                 | 208,661   | 4.78  |       |    |     |  |  |
| Votos nulos | Votos nulos                                                                     | 317,687   | 7.28  |       |    |     |  |  |
| Votos emitidos | Votos emitidos                                                                  | 4,361,510 | 88.16 |       |    |     |  |  |
| Abstenciones | Abstenciones                                                                    | 585,593   | 11.84 |       |    |     |  |  |
| Votantes registrados | Votantes registrados                                                            | 4,947,103 |       |       |    |     |  |  |
| |                                                                                 |           |       |       |    |     |  |  |
| Fuente: |                                                                                 |           |       |       |    |     |  |  |
| Notas al pie: 1 Comparado con los resultados de Vamos Vecino (VV) en las elecciones de 2002. 2 Comparado con los resultados de Agrupación Independiente Unión por el Perú - Frente Amplio (UPP) en las elecciones de 2002. 3 Comparado con los resultados de Fuerza Democrática (FD) en las elecciones de 2002. |                                                                                 |           |       |       |    |     |  |  |
| Notas al pie: |                                                                                 |           |       |       |    |     |  |  |
| 1 Comparado con los resultados de Vamos Vecino (VV) en las elecciones de 2002. 2 Comparado con los resultados de Agrupación Independiente Unión por el Perú - Frente Amplio (UPP) en las elecciones de 2002. 3 Comparado con los resultados de Fuerza Democrática (FD) en las elecciones de 2002.               |                                                                                 |           |       |       |    |     |  |  |

### Resultados por distrito
La siguiente tabla enumera el control de los distritos de la provincia de Lima. El cambio de mando de una organización política se resalta del color de ese partido.
| Distritos               | Alcalde(sa) titular         | Partido político | Partido político        | Alcalde(sa) electo(a)             | Partido político | Partido político             |
| ----------------------- | --------------------------- | ---------------- | ----------------------- | --------------------------------- | ---------------- | ---------------------------- |
| Ancón                   | Jaime Pajuelo Torres        |                  | Partido Aprista Peruano | Guillermo Pozo García             |                  | Unidad Nacional              |
| Ate                     | Óscar Benavides Majino      |                  | Somos Perú              | Juan Enrique Dupuy García         |                  | Unidad Nacional              |
| Barranco                | Martín del Pomar Saettone   |                  | Unidad Nacional         | Antonio Mezarina Tong             |                  | Restauración Nacional        |
| Breña                   | Carlos Sandoval Blancas     |                  | Somos Perú              | José Gordillo Abad                |                  | Partido Aprista Peruano      |
| Carabayllo              | Miguel Ríos Zarzosa         |                  | Unidad Nacional         | Miguel Ríos Zarzosa               |                  | Unidad Nacional              |
| Chaclacayo              | Víctor Gonzales Andrade     |                  | Somos Perú              | Alfredo Valcárcel Cahen           |                  | Fuerza Vecinal de Chaclacayo |
| Chorrillos              | Augusto Miyashiro Yamashiro |                  | Somos Perú              | Augusto Miyashiro Yamashiro       |                  | Somos Perú                   |
| Cieneguilla             | Manuel Schwartz Rozenberg   |                  | Frente Cieneguillano    | Manuel Schwartz Rozenberg         |                  | Unidad Nacional              |
| Comas                   | Miguel Saldaña Reátegui     |                  | Unidad Nacional         | Miguel Saldaña Reátegui           |                  | Unidad Nacional              |
| El Agustino             | Víctor Salcedo Ríos         |                  | Unidad Nacional         | Víctor Salcedo Ríos               |                  | Unidad Nacional              |
| Independencia           | Víctor Vilela Seminario     |                  | Somos Perú              | Lovell Yomond Vargas              |                  | Unidad Nacional              |
| Jesús María             | Carlos Bringas Claeyssen    |                  | Somos Perú              | Enrique Ocrospoma Pella           |                  | Unidad Nacional              |
| La Molina               | Luis Dibós Vargas-Prada     |                  | Unidad Nacional         | Luis Dibós Vargas-Prada           |                  | Unidad Nacional              |
| La Victoria             | Alejandro Bazán Gonzales    |                  | Unidad Nacional         | Alberto Sánchez-Aizcorbe Carranza |                  | Unidad Nacional              |
| Lince                   | César González Arribasplata |                  | Somos Perú              | Fortunato Príncipe Laines         |                  | Unidad Nacional              |
| Los Olivos              | Felipe Castillo Alfaro      |                  | Siempre Unidos          | Felipe Castillo Alfaro            |                  | Siempre Unidos               |
| Lurigancho              | Luis Bueno Quino            |                  | Somos Perú              | Luis Bueno Quino                  |                  | Unidad Nacional              |
| Lurín                   | José Ayllón Mini            |                  | Unidad Nacional         | Jorge Marticorena Cuba            |                  | Partido Aprista Peruano      |
| Magdalena del Mar       | Francis Allison Oyague      |                  | Unidad Nacional         | Francis Allison Oyague            |                  | Unidad Nacional              |
| Miraflores              | Fernando Andrade Carmona    |                  | Somos Perú              | Manuel Masías Oyanguren           |                  | Unidad Nacional              |
| Pachacámac              | Carola Clemente Hermoza     |                  | Unidad Nacional         | Hugo Ramos Lescano                |                  | Unidad Nacional              |
| Pucusana                | Víctor Carrillo Cuya        |                  | Partido Aprista Peruano | Juan Cuya Espinoza                |                  | Unidad Nacional              |
| Pueblo Libre            | Ángel Tacchino del Pino     |                  | Somos Perú              | Rafael Santos Normand             |                  | Unidad Nacional              |
| Puente Piedra           | Rennán Espinoza Rosales     |                  | Perú Posible            | Rennán Espinoza Rosales           |                  | Perú Posible                 |
| Punta Hermosa           | Gloria Lizano Hernández     |                  | Somos Perú              | Guillermo Fernández Otero         |                  | Unidad Nacional              |
| Punta Negra             | Patricia Li Sotelo          |                  | Somos Perú              | Carlos Lazo Rojas                 |                  | Confianza Perú               |
| Rímac                   | Luis Lobatón Donayre        |                  | Unidad Nacional         | Víctor Leyton Díaz                |                  | Unidad Nacional              |
| San Bartolo             | Jorge Barthelmess Camino    |                  | Acción Popular          | Jorge Barthelmess Camino          |                  | Unidad Nacional              |
| San Borja               | Alberto Tejada Noriega      |                  | Valores Perú            | Alberto Tejada Noriega            |                  | Democracia con Valores       |
| San Isidro              | Jorge Salmón Jordán         |                  | Somos Perú              | Antonio Meier Cresci              |                  | Renovación Nacional          |
| San Juan de Lurigancho  | Mauricio Rabanal Torres     |                  | Somos Perú              | Carlos Burgos Horna               |                  | Unidad Nacional              |
| San Juan de Miraflores  | Paulo Hinostroza Guzmán     |                  | Somos Perú              | Edilberto Quispe Rodríguez        |                  | Unidad Nacional              |
| San Luis                | Fernando Durand Mejía       |                  | San Luis Renace         | Fernando Durand Mejía             |                  | Unidad Nacional              |
| San Martín de Porres    | Lucio Campos Huayta         |                  | Unidad Nacional         | Freddy Ternero Corrales           |                  | Somos Perú                   |
| San Miguel              | Salvador Heresi Chicoma     |                  | Unidad Nacional         | Salvador Heresi Chicoma           |                  | Unidad Nacional              |
| Santa Anita             | Tadeo Guardia Huamaní       |                  | Unidad Nacional         | Osiris Feliciano Muñoz            |                  | Siempre Unidos               |
| Santa María del Mar     | Ángel Abugattás Nazal       |                  | Por Santa María         | Ángel Abugattás Nazal             |                  | Partido Aprista Peruano      |
| Santa Rosa              | Luis García Villacorta      |                  | Partido Aprista Peruano | Pablo Chegni Melgarejo            |                  | Santa Rosa Unida             |
| Santiago de Surco       | Carlos Dargent Chamot       |                  | Somos Perú              | Juan del Mar Estremadoyro         |                  | Unidad Nacional              |
| Surquillo               | Gustavo Sierra Ortiz        |                  | Unidad Nacional         | Gustavo Sierra Ortiz              |                  | Unidad Nacional              |
| Villa El Salvador       | Jaime Zea Usca              |                  | Unidad Nacional         | Jaime Zea Usca                    |                  | Restauración Nacional        |
| Villa María del Triunfo | Washington Ipenza Pacheco   |                  | Somos Perú              | Juan Castillo Ángeles             |                  | Unidad Nacional              |